# Colobothea delicata
Colobothea delicata es una especie de escarabajo longicornio del género Colobothea, categorizada en la tribu Colobotheini, de la subfamilia Lamiinae. Fue descrita por Monné en 2005.

## Descripción
Mide 10-12 mm de longitud.

## Distribución
Se distribuye por Costa Rica, Guatemala y Panamá.